# NGC 5369
NGC 5369 (другое обозначение — PGC 49583) — эллиптическая галактика (E) в созвездии Дева.
Этот объект входит в число перечисленных в оригинальной редакции «Нового общего каталога».